# Vorstendom Mingrelië
Het vorstendom Mingrelië (Georgisch: სამეგრელოს სამთავრო, samegrelos samtavro), ook bekend als Odishi en Samegrelo, was een historische staat in Georgië geregeerd door de Dadiani-dynastie.

## Geschiedenis
Het vorstendom kwam voort uit een niet-aanvalsverdrag en een daaruit voortvloeiend verdrag ondertekend door Constantijn I van Kartlië, Alexander van Kachetië en Qvarqvare II, atabag van Samtsche, die Georgië in drie koninkrijken en een aantal vorstendommen verdeelde. Mingrelië werd in 1557 opgericht als een onafhankelijk vorstendom met Levan I Dadiani als erfelijke mtavari (vorst). Het bleef onafhankelijk totdat het in 1803 onderworpen werd aan het keizerrijk Rusland. Dit kwam nadat het een beschermingsverdrag had ondertekend met het Russische Rijk, in ruil voor Russische bescherming tegen de invallen van Mingreliës machtigere buren, Imeretië en Abchazië. 
Aan het vorstendom kwam een einde toen vorst Niko Dadiani in 1867 door Rusland werd afgezet. Niko deed officieel afstand van zijn rechten op de troon in 1868 en de staat werd tot 1917 een Russisch district.